# 馬哈武火山
馬哈武火山是印度尼西亞的火山，位於蘇拉威西島洛孔火山和恩蓬火山以東，行政方面由北蘇拉威西省負責管轄，火山口闊180米、深140米，最近一次爆發在1977年。